# Garnisonssjukhuset i Linköping
Garnisonssjukhuset i Linköping var ett militärsjukhus inom svenska armén som verkade i olika former åren 1923–1949. Sjukhuset var beläget i Sjöängen i Linköpings garnison, Linköping.

## Historik
Byggnaden uppfördes 1922 för att tjäna de nyligen etablerade regementena i staden, Första livgrenadjärregementet och Andra livgrenadjärregementet. Sjukhuset hade ett 90-tal vårdplatser och var uppfört i tre våningar. Garnisonssjukhuset avvecklades den 30 september 1949, dock kom sjukhuset från den 1 oktober 1949 att drivas vidare i Östergötlands läns landstings regi. År 1993 revs byggnaden för att lämna plats åt det som numer utgör södra entrén till Universitetssjukhuset i Linköping.

## Chefsläkare
- 1939–1949: Hans Malcolm Ludvig Key-Åberg [3][4]

## Namn, beteckning och förläggningsort
| Militärsjukhuset i Linköping   | 1923-??-?? | – | 1936-12-31 |
| Garnisonssjukhuset i Linköping | 1937-01-01 | – | 1949-09-30 |

| GSLin | 1937-01-01 | – | 1949-09-30 |

| Linköpings garnison (F) | 1923-??-?? | – | 1949-09-30 |